# 中小企業支援法
中小企業支援法（ちゅうしょうきぎょうしえんほう、昭和38年7月15日法律第147号）は、中小企業支援に関する日本の法律である。制定から2000年4月までの名称は中小企業指導法。
主務官庁は経済産業省。第12条において、中小企業の経営診断の業務に従事する者に係る試験（中小企業診断士試験）について規定があり、第11条にはこの試験に合格した者等を経済産業大臣が登録する制度（中小企業診断士登録）に関する規定がある。

## 法令上の用語
- 中小企業者
- 中小企業支援計画
- 指定法人
- 中小企業政策審議会
- 特定支援事業
- 中小企業の経営診断の業務に従事する者（中小企業診断士のことを指すが、中小企業支援法の規定では中小企業診断士の名称を用いていない。経済産業省による「中小企業支援事業の実施に関する基準を定める省令」（昭和38年10月19日通商産業省令第123号）第4条に「中小企業診断士（中小企業支援法第11条第一項 の規定による登録を受けた者をいう）」という明文規定がある。